# Dodecaceria joubini
Dodecaceria joubini är en ringmaskart. Dodecaceria joubini ingår i släktet Dodecaceria och familjen Cirratulidae.
Artens utbredningsområde är Röda havet. Inga underarter finns listade i Catalogue of Life.